# 10096 Colleenohare
10096 Colleenohare eller 1991 RK5 är en asteroid i huvudbältet som upptäcktes den 13 september 1991 av den amerikanske astronomen Henry E. Holt vid Palomarobservatoriet. Den är uppkallad efter Colleen O'Hare.
Asteroiden har en diameter på ungefär 11 kilometer och den tillhör asteroidgruppen Eos.